# Cuccioli - Il paese del vento
Cuccioli - Il paese del vento è un film del 2014 diretto da Sergio Manfio.
È il seguito del film Cuccioli - Il codice di Marco Polo e della 5ª stagione della serie Cuccioli. Uscito nel marzo del 2014, è il secondo film che fa parte della serie animata Cuccioli.

## Trama
Dopo gli avvenimenti del film precedente e della 5ª serie dei Cuccioli, i protagonisti arrivano nel Paese del Vento.
Esso funziona grazie ad una grande quantità di energia eolica ricavata da una girandola.
Maga Cornacchia vuole vendicarsi dei Cuccioli, e intende impossessarsi della Girandola e controllare il paese. Tuttavia vuole anche imprigionare i Cuccioli con l'aiuto delle sue trappole. Questo film ha la stessa caratteristica del primo: i personaggi interagiscono col pubblico, facendo domande e aspettando le loro risposte.